# Crassula intermedia
Crassula intermedia är en fetbladsväxtart som beskrevs av Schönl.. Crassula intermedia ingår i släktet krassulor, och familjen fetbladsväxter. Inga underarter finns listade i Catalogue of Life.